# シーダーラピッズ・カーネルズ
シーダーラピッズ・カーネルズ（英語: Cedar Rapids Kernels）は、アメリカ合衆国アイオワ州リン郡シーダーラピッズに本拠地をおくマイナーリーグのプロ野球チーム。MLBのミネソタ・ツインズ傘下A級チームでミッドウェストリーグ西地区に所属している。本拠地球場はベテランズ・メモリアル・スタジアム。

## 歴史
1890年に創設されたシーダーラピッズ・カナリーズがルーツである。活動休止期間が何度かあったが、一貫してアイオワ州シーダーラピッズを本拠地としている。
1961年まではイリノイ・インディアナ・アイオワ・リーグ（通称:"スリーアイ・リーグ"）所属だった。同リーグが解散すると、1962年からはミッドウェストリーグ所属となった。 
1965年にセントルイス・カージナルスの傘下に入って以来、親球団のニックネームをそのまま採用してきたが、カリフォルニア・エンゼルスの傘下に入った1993年にネーミングコンテストを行い、チーム名がシーダーラピッズ・カーネルズとなった。これはシーダーラピッズの主な産業であるトウモロコシ加工に由来している。

## 過去の主な所属選手
- ジョン・マグロー
- エイドリアン・ギャレット
- ジェリー・ロイス
- テッド・シモンズ
- ボブ・フォーシュ
- ジョン・シピン
- レロン・リー
- ロブ・ディアー
- ルイス・サンチェス
- ブラッド・レスリー
- エリック・デービス
- ポール・オニール
- クリス・セイボー
- レジー・サンダース
- トレバー・ホフマン
- アーロン・ガイエル
- ベンジー・モリーナ
- ジャロッド・ウォッシュバーン
- ラリー・バーンズ
- ラモン・オルティーズ
- ジェロッド・リガン
- ケン・ヒル
- スコット・シールズ
- ジョン・ラッキー
- マイク・ナポリ
- ボビー・ジェンクス
- ジョエル・ペラルタ
- ケイシー・コッチマン
- ジェフ・マシス
- アービン・サンタナ
- ジョー・ソーンダース
- エリック・アイバー
- アルベルト・カヤスポ
- ケビン・ジェプセン
- アレクシー・カシーヤ
- ハウィー・ケンドリック
- ワーナー・マドリガル
- ショーン・ロドリゲス
- ボビー・ウィルソン
- ミゲル・ゴンザレス (1984年生の投手)
- マーク・トランボ
- ニック・エイデンハート
- ダレン・オデイ
- ピーター・ボージャス
- ハンク・コンガー
- ショーン・オサリバン
- アレクシー・アマリスタ
- エフレン・ナバーロ
- アンドリュー・ロマイン
- ライアン・ブレイシア
- ジョーダン・ウォルデン
- マイク・トラウト
- バディ・ボッシャーズ
- タイラー・チャットウッド
- ジョニー・ヘルウェグ
- マイケル・コーン
- マット・シューメイカー
- ウィル・スミス (投手)
- ランドル・グリチャック
- ジーン・セグラ
- パトリック・コービン
- ギャレット・リチャーズ
- タイラー・スカッグス
- ハイロ・ディアス
- ドン・ローチ
- ケイレブ・カワート
- キャム・ベドローシアン
- マイク・クレビンジャー
- バイロン・バクストン
- ニコ・グッドラム
- マックス・ケプラー
- ホルヘ・ポランコ
- ホセ・ベリオス
- タイラー・ダフィー
- マイク・ペルフリー
- テイラー・ロジャース
- ミッチ・ガーバー
- ザック・グラニット
- ジョー・マウアー
- 胡智為
- リッキー・ノラスコ
- フェルナンド・ロメロ
- ランディ・ロサリオ
- トレバー・ヒルデンバーガー
- デレック・ロドリゲス
- ルイス・アラエス
- ロイス・ルイス